# Najerilla
A Najerilla a spanyolországi Ebro folyó egyik jelentős mellékfolyója.

## Leírás
Hogy hol ered a Najerilla, arról különböző források máshogy írnak. Az biztos, hogy Villavelayo településnél két folyóág egyesül, az így keletkezett vízfolyást pedig ez után már egyértelműen Najerillának nevezik. De az összefolyás előtti két ág neve már kevésbé mutat egységes képet a különböző leírásokban. Van, ahol azt említik, a dél felől érkező, a Burgos tartományban található Neilánál eredő ág a Najerilla, máshol viszont ez az ág Neila néven szerepel. Van, ahol a Canales de la Sierra közelében eredő ágat nevezik Najerillának, máshol ez Canales néven szerepel. Az egyesülés után a folyót rögtön egy gát duzzasztja fel, létrehozva így a Mansillai-víztározót, majd hegyek között kanyarogva, északkelet felé tartva később kiér az Ebro széles völgyébe. Áthalad Nájera városán, majd Torremontalbo közelében torkollik az Ebróba.
A Canales de la Sierra és Villavelayo közti szakaszon természetvédelmi területet jelöltek ki. A folyó (itt inkább patak) medre kanyargós, sziklás, és váltakoznak benne a gyors és a lassú folyású részek. Partjait néhol kiterjedt legelők, másutt tüskés matorral szegélyezi, de előfordulnak magas kőrisek és fehér füzek is. Az alsóbb folyáson megél benne az európai vidra és a ritka európai nyérc is, amelynek élőhelyét leginkább az amerikai nyérc terjedése veszélyezteti. A folyó vize bővelkedik a sebes pisztrángban is.

## Képek

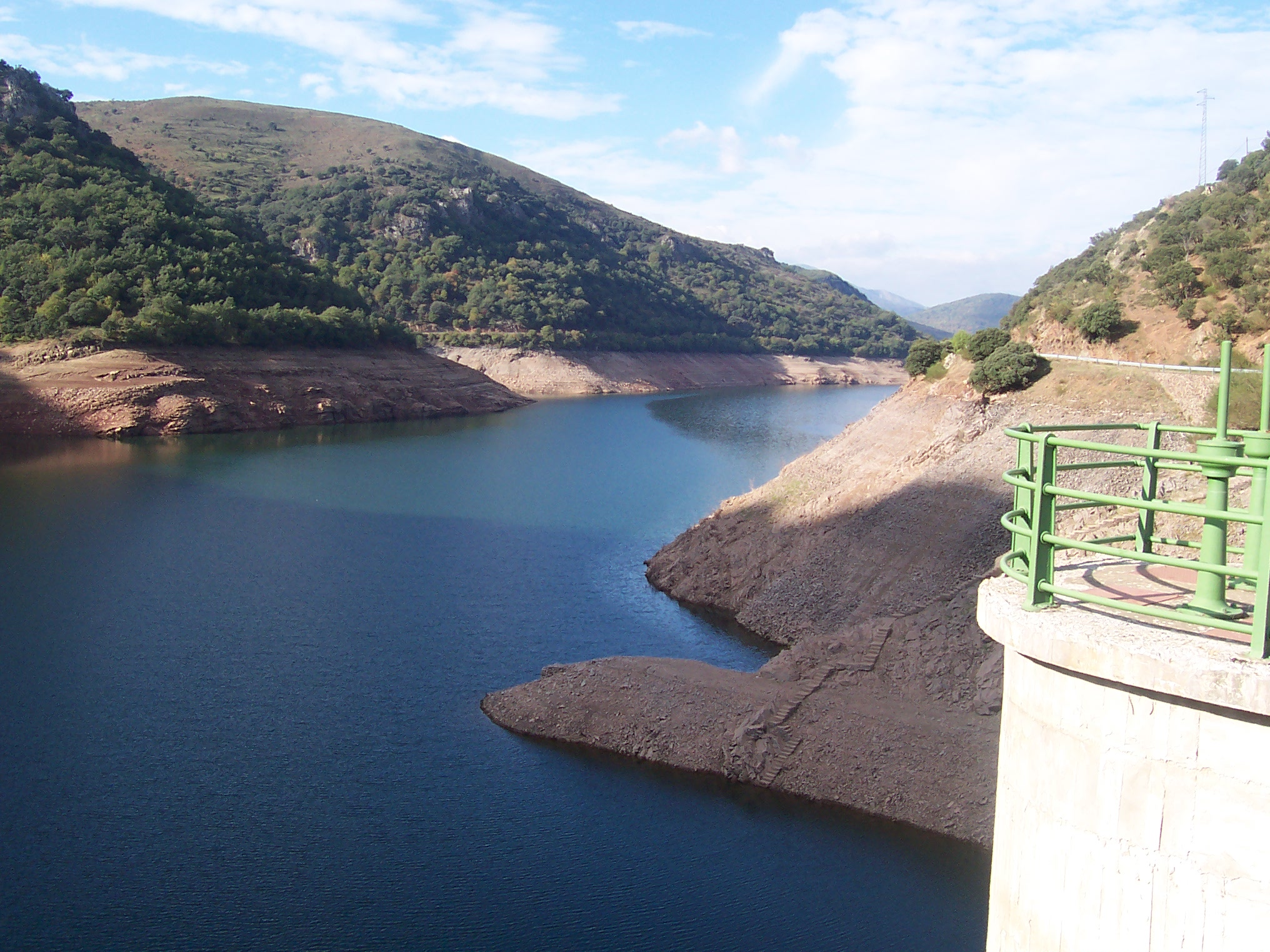
A Mansillai-víztározó
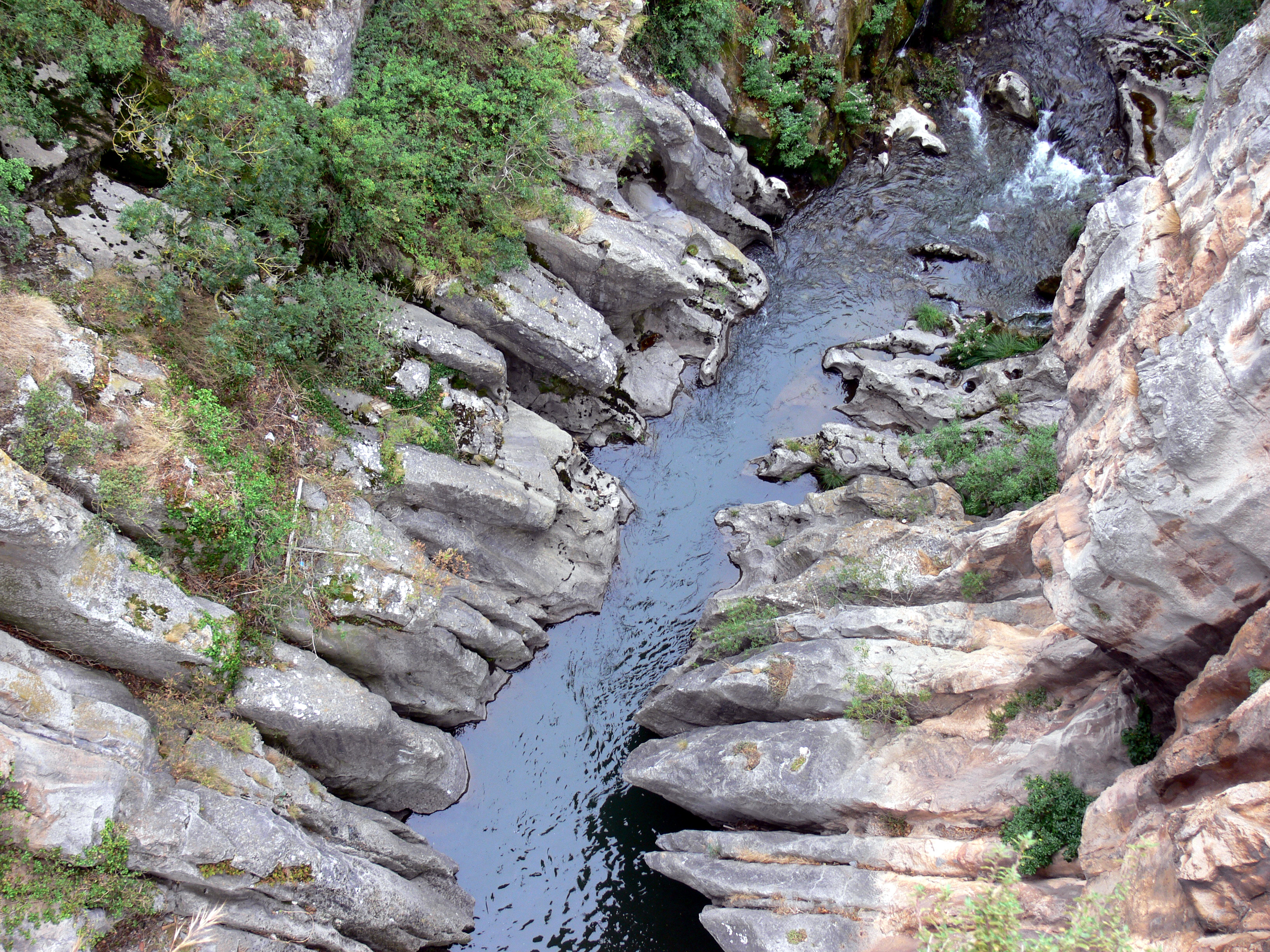
A folyó Anguianónál
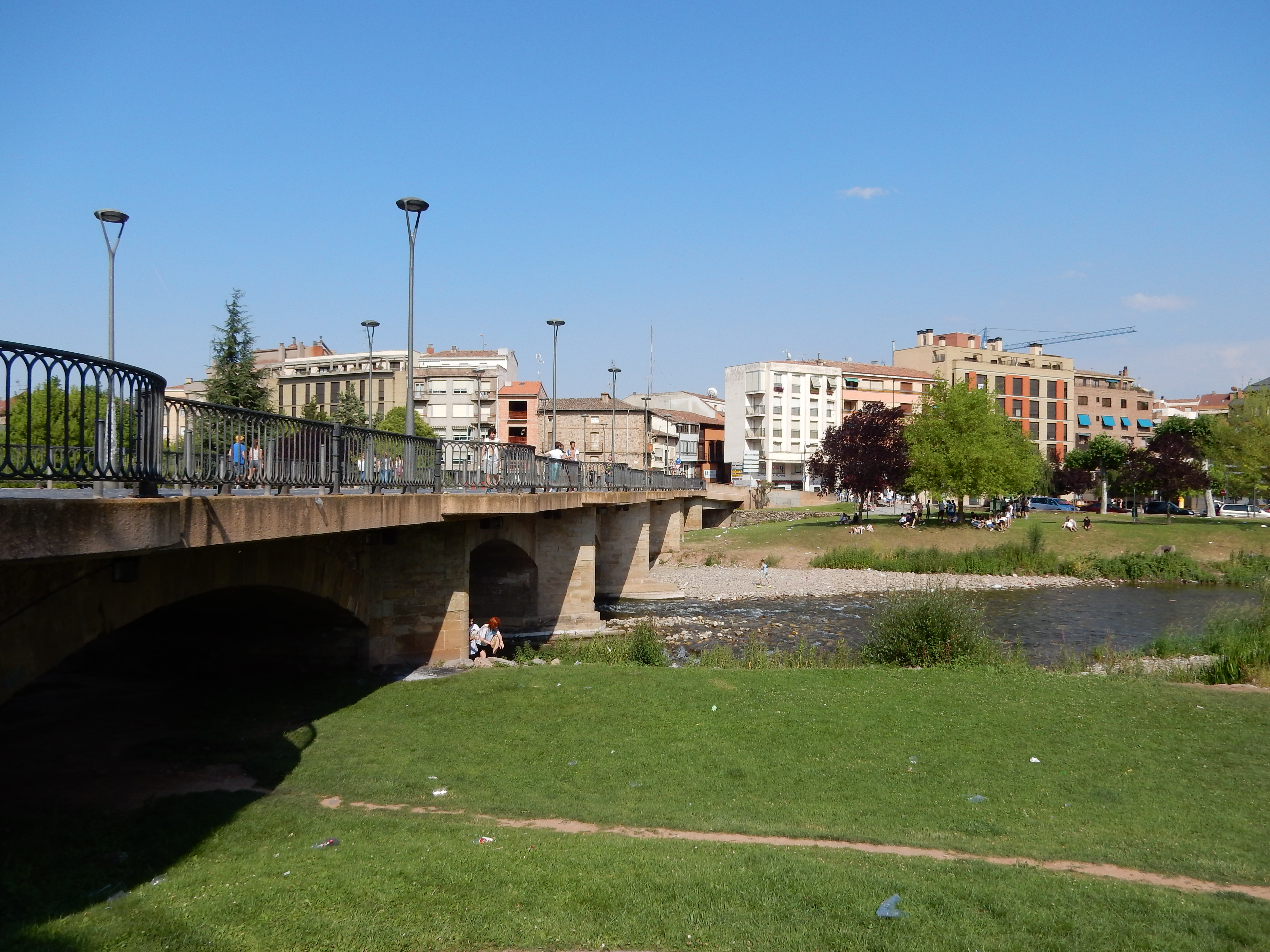
Híd a folyón Nájerában
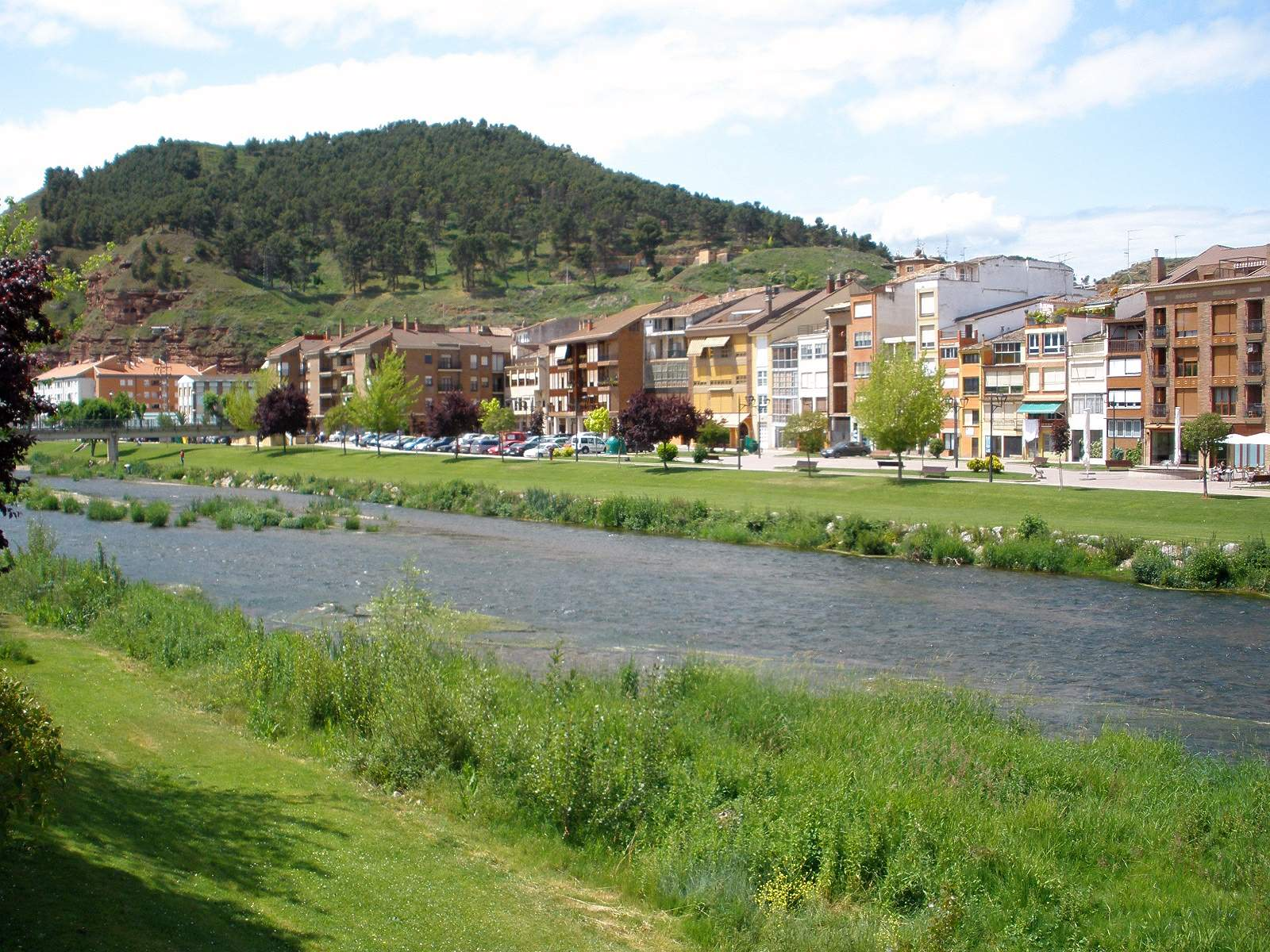
A Najarilla Nájera házai mellett